# Petra Humeňanská

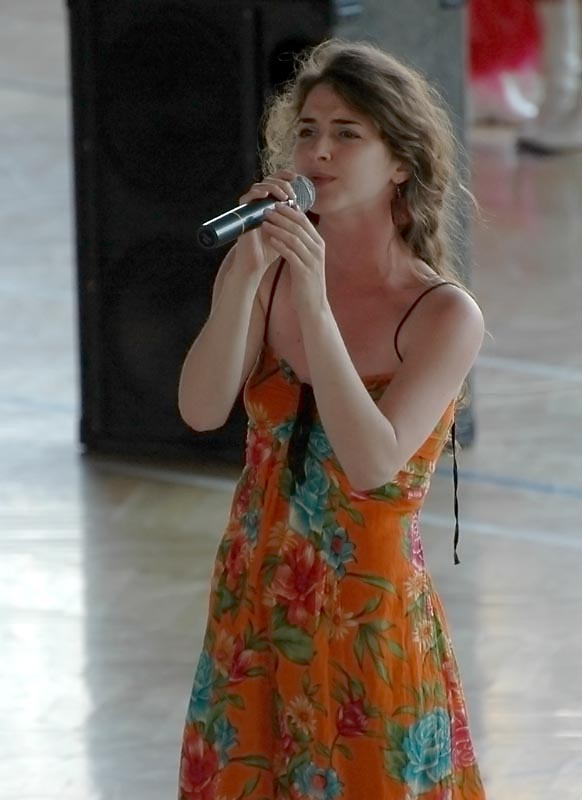

Petra Humeňanská (* 29. srpna 1984 Prešov) je slovenská zpěvačka a herečka. V roce 2005 byla ve finále první série Slovensko hledá SuperStar. Na albu XXL Laca Lučeniče zpívala v některých skladbách vokály. Její otec RNDr. Július Humeňanský je hudebník, hrající různé hudební žánry. Lidovou hudbu v Ľudovej hudbe Prešovčan, swing a jazz ve skupině Edith a klasickou hudbu v orchestru při latinském sboru Konkatedrály sv. Mikuláše v Prešově. Jeho bratr hraje ve skupině Fire Water. Spolu se sestrou Janou a Alenou Holubkovičovou, Annou Holubkovičovou a Zuzanou Ďurčekovou hrají ve skupině Dollys. Se sestrou Janou zároveň vystupují i jako duo sestry Humeňanské. Od roku 2013 vystupuje se skupinou Družina. Po ukončení konzervatoře v Košicích vystudovala VŠMU v Bratislavě, obor muzikálové herectví, které ukončila v roce 2009.

## Divadlo

### Divadelní role
- Zkrocení zlé ženy – (William Shakespeare) – Bianca, Baptistova dcera
- Jánošík
- Kráľ sa zabáva – SND
- Mám okno – Radošinské naivné divadlo
- Malá mořská víla – Divadlo a.ha
- Nesladím – Radošinské naivné divadlo
- Dobšinského pohádky – Malá scéna

### Muzikálové role
- Na skle maľované (Nová scéna) – Anička
- Kit-Kat Girls (Malá scéna) – Dixie, v rámci studia na VŠMU
- Bubliny v betóne (divadlo ElleDanse a GUnaGU) – Jana

## Diskografie
- 2004 Dollys – (dívčí hudební skupina), CD
- 2009 Na dne mora – Miro Jaroš a Petra Humeňanská, CD singl
- 2009 Vianočná nálada – Ľudová hudba Prešovčan, CD [3]
- 2012 The Cubes – (dívčí hudební skupina), CD
- 2015 Vílie pesničky – Fantalýro – CD pro děti

### Kompilace
- 2005 Slovensko hledá Superstar – Supertour 2005 – Somy BMG – 04. „Black Velvet“ / 14. „Love Of My Life“
- 2005 SuperVianoce – 10. „Alžbetínska serenáda“